# Sergei Doronin
Bản mẫu:Eastern Slavic name
Sergei Andreyevich Doronin (tiếng Nga: Сергей Андреевич Доронин; sinh ngày 30 tháng 1 năm 1997) là một cầu thủ bóng đá người Nga thi đấu cho F.K. Neftekhimik Nizhnekamsk theo dạng cho mượn từ F.K. Rubin Kazan.

## Sự nghiệp câu lạc bộ
Anh có màn ra mắt tại Giải bóng đá chuyên nghiệp quốc gia Nga cho F.K. Neftekhimik Nizhnekamsk vào ngày 27 tháng 7 năm 2017 trong trận đấu với F.K. Mordovia Saransk.